# 郑爽代孕弃养风波
郑爽代孕弃养风波，是在中国大陆女演员郑爽于2021年1月被曝与男友张恒在美国以代孕方式生育一儿一女，引发中国大陆舆论争议的事件。

## 法律背景

### 代孕
代孕在中国大陆属于非法行为，其中《人类辅助生殖技术管理办法》（2001）和《人类辅助生殖技术规范》（2004）均明确规定禁止相关医疗机构和技术人员实施代孕。2010年代以来，在二孩政策全面放开、不孕不育人口占育龄人口12.5%等诸多因素下，中国大陆商业代孕、卵子交易日渐繁盛，业已形成产业链。有报道披露中国大陆每年代孕出生的婴儿超过1万名。
2015年4月，国家卫生和计划生育委员会下发《关于印发开展打击代孕专项行动工作方案的通知》，与其他12个部门开展打击代孕的专项行动。
第三条 ……医疗机构和医务人员不得实施任何形式的代孕技术。
……
第二十二条 开展人类辅助生殖技术的医疗机构违反本办法，有下列行为之一的，由省、自治区、直辖市人民政府卫生行政部门给予警告、3万元以下罚款，并给予有关责任人行政处分；构成犯罪的，依法追究刑事责任：
……
（二）实施代孕技术的；
……——《人类辅助生殖技术管理办法》（2001）
三、实施技术人员的行为准则
……
（五）禁止实施代孕技术。
……
（十三）禁止给不符合国家人口和计划生育法规和条例规定的夫妇和单身妇女实施人类辅助生殖技术。——《人类辅助生殖技术规范》（2004）
2015年，第十二届全国人大常委会着手修改《中华人民共和国人口与计划生育法》，而修订草案中有计划添加禁止以任何形式实施代孕的条文。12月27日，第十二届全国人大常委会第十八次会议审议通过了新的《人口与计划生育法》，但是禁止代孕的内容却并未出现。在此法修订期间，多位全国人大代表建议放松对代孕的管制，以帮助有生育困难的人群。
《中华人民共和国人口与计划生育法》未禁止代孕被商业代孕从业者，认为是中国政府对代孕行业的默认。时任国家卫生和计划生育委员会法制司司长张春生解读，修正案最终删除“禁止代孕”表述，并非暗示代孕将会合法化，“未来仍将严禁医疗机构和医务人员实施任何形式的代孕技术，严禁买卖精子、卵子、受精卵和胚胎。”亦有专家认为，可供执行的规定只是国务院规定，且只能约束、规范医院和医生，甚至连商业代孕的中介都管不了。
本次事件前，商业代孕已在中国大陆形成产业链，而中国网络舆论对代孕有强烈的反对之声。在女性比男性更为积极参与代孕讨论的过程中，有随着代孕合法化在中国的推进，女性地位将得不到保障，被彻底“商品化”的担忧。

### 子女抚养
进入21世纪后，中国社会随着离婚率上升、非婚生子女增多，父母关于子女抚养费的纠纷案件日渐增多。对北京市第一中级人民法院在2002年至2009年间子女抚养费纠纷案件调研显示，约80%是因增加或拖欠抚养费而产生的案件，其中，80%拖欠抚养费案件的当事人（父母一方）有抚养能力却以各种借口拒绝支持子女抚养费。父母采用伪造证据、隐藏转移财产、故意欠债等方式证明己方无抚养能力，企图达到不支付抚养费用的目的，“从而使未成年子女的生活陷入困境，生活和教育质量大打折扣，以致严重影响了未成年子女的身心健康。”:95、96

### 中美司法相关

#### 两国司法差异
中、美两国法律体系差异巨大，对本次风波中同一法律问题有不同规定。如中国法律不允许代孕，美国依各州不同法律，允许商业、无偿代孕。

## 事件始末
郑爽与张恒原是恋人关系，因2018年11月18日郑爽转账張恆备注借款的2000万人民币，分手后就2000万发生借贷纠纷。2020年11月9日，上海市静安区人民法院对原告郑爽与被告张恒民间借贷纠纷一案一审判决，郑爽胜诉。2021年3月31日，上海二中院对郑爽诉张恒案作出终审判决，驳回张恒的上诉，维持原判。张恒需归还郑爽人民币2000万元及利息。
2021年1月18日，张恒於網上發文闢謠否认诈骗、借高利贷、逃避债款、携款潜逃至美国等传言，並解釋自己滯留美國是為了「保護兩個年幼無辜的小生命」，並配上自己和2個孩子的親暱照片。在網友爆出的孩子出生證明上顯示，2個小孩於美國不同州出生，男婴于2019年12月19日出生于科罗拉多州普韦布洛，女婴于2020年1月4日出生于内华达州亨德森，父母欄位上寫著張恆、鄭爽，疑似二人先後僱兩個代理孕母生下一兒一女。有消息指，張恆的旅游簽證即將到期，屆時將被強制出境；孩子回國需要父母双方办理护照，但鄭爽没有簽字，會导致孩子被送往福利院。
2021年1月18日晚，张恒朋友向媒體提供的一段郑爽、郑爽父母和张恒父母对话录音被公开，录音中郑爽及郑爽父母频频提出弃养孩子、由他人领养等看法。当日，郑爽后援会正副会长及一位有55万粉丝、追星十年的用户相继发微博表示对郑爽脱粉。
2021年1月19日，郑爽在其微博发表回应，称“在中国国土之上我没有违背国家的指示，在境外我也更是尊重一切的法律法规”，由於所發布的內容語法混亂，多位網友表示看不懂、毫无逻辑。当日晚，郑爽再次发表长文，稱张恒曾出轨。郑爽的父亲郑成华亦发布微博称张恒“软饭硬吃第一名”、“渣男恋爱期间出轨了N次，手机里录有女方的不雅视频”，附图为借贷纠纷案一审判决书，文中显示郑爽主张2000万是借款；张恒主张该款项为十年的预付工资及劳动报酬，“借款”是出于维护自尊的表述。
2021年1月19日晚，一段1分10秒的鄭爽與父母和张恒父母對話錄音被曝光，音頻中鄭爽母親稱雙方感情不在了，不如就將孩子送人。鄭爽亦表示這是做好事“這個錯誤至少能讓對方壓力沒有那麼大，還能滿足沒有孩子家庭的遺憾。”此外還向張恆父母表示受精卵還沒用完，要是還有感情孩子將來還能再要。鄭爽父親亦稱現在最重要的就是做通張恆的思想工作。同日，有40万粉丝的郑爽网宣站官博删除所有内容，将简介改为“已关站，私信已关，不卖号，后会无期”，并在发了一条“要好好生活，我是说你们”的微博后注销账号。
2021年1月23日，鄭爽父親透過影片為風波致歉。表示自己作為家長，沒有正確引導孩子，形容外界輿論給了他們一個血的教訓，並提到原來他們已經規劃好了未來，甚至重新裝修房子，直到鄭爽感情破裂，盛怒之下才產生錄音裡的言論，強調當時只是想以後女兒與張恆不再往來，不是真的想要棄養孩子。至于鄭爽的代孕一事，他表示鄭爽由於工作原因，「身體各方面不是很好」，所以做了代孕。同時表態行為不對，郑爽可能只是一時衝動，但自己作為家長也有責任，不應該支持她，也希望外界不要效仿這種行為。而在这段视频中，由于是百度App工作人员采访，因此出现了百度的标志，有网友认为非常不合适。1月24日，百度就此公开致歉，并表示不涉及任何经济行为，在相关账号中下线了该内容。
3月22日，关于两个孩子的抚养权官司在美国丹佛开庭，郑爽本人到庭。因疫情原因，庭审采用网络直播的方式，张恒、郑爽都以视频形式出庭。郑爽自称2月11日已抵达丹佛。当地时间4月6日的二审仍然采用网络直播的方式，张恒本人出庭，法官建议二人共同抚养孩子。北京时间5月13日，张恒在微博上发文称，美国法院判决张恒赢得了一双儿女的抚养独立决定权，并透露法院也给予郑爽少量的抚养时间。
7月19日夜，“郑爽微博事务部”微博转发中国演出行业协会微博文章并就代孕造成的不良影响道歉，郑爽本人微博也发文作了类似表态，并“请张恒停止骚扰”。20日早，张恒发文回应，指郑爽试图引产孩子不果后为了逼他将孩子送人拒签文件，后来被警告可能犯下儿童遗弃罪才不得不签。21日凌晨，郑爽发微博称自己被电视剧方索赔，全家账户都被冻结，目前生活拮据，并强调自己爱子女，但随后删除。
8月23日，有郑爽粉丝在微博曝光郑爽已提起民事诉讼，将于丹佛时间9月1日下午4点半开庭。26日，张恒的微博被禁言。27日，上海市税务局第一稽查局公布查实张恒曾帮助郑爽偷税漏税，同日张恒的微博被屏蔽，郑爽的个人和微博事务部微博被永久禁言但又恢复了正常功能。
9月1日，在双方通过律师出庭后，法院认定张恒严重且持续违背了7月28日修订的育儿时间分配令，8月4日在未告知法院和郑爽的情况下带孩子离开科罗拉多州“度假”导致郑爽唯一一次错失法定育儿时间；张恒于8月24日提出了与子女一起于9月4日搬迁到武汉的动议。法院批准郑爽的动议，判决张恒取消回国计划并于8日带孩子回科罗拉多州，要求双方就回国进行协商，如果双方无法达成一致、张恒仍想回国，可以联系法院进行关于地点的听证会；张恒作为导致郑爽错失育儿时间的过错方支付郑爽的合理律师费以及与提交动议相关的费用。
9月7日，郑爽的个人、工作室和微博事务部微博都被屏蔽。

## 合作方反应
2021年1月18日即风波当天，北京电视台官博发微博为郑爽即将参加的综艺节目做宣传，说“让我们给郑爽加个油”，被认为第一时间力挺郑爽，后在众网友质疑下删除了该微博。19日，郑爽前往北京卫视录制综艺节目《跨界喜剧王》，且一并录制了“退圈声明视频”。
19日晚，与郑爽签约仅8天的普拉達在官方微博上宣布已终止与郑爽的所有合作关系、英国女表品牌Lola Rose宣布已向郑爽方发出《解约告知函》终止一切品牌合作关系。与郑爽合作过的《时尚芭莎》、《周末画报STYLE》、《iWeekly周末画报》等杂志官微也对涉及郑爽内容进行了删除、不可访问等操作，《时尚芭莎》时装主编兼电子杂志执行主编卫甜发了一条四字微博“过于可怕”并取消了对郑爽微博的关注。稚优泉、广州宝洁有限公司Aussie袋鼠洗护声明因代言合约在之前已到期，已与郑爽无合作关系；“警民直通车-上海”官博删除了郑爽参与拍摄的110警察节宣传短片。因此郑爽转发过的多条体现合作关系的微博都显示为已删除，郑爽也自行删除了这些转发及体现合作关系的微博。
2021年1月21日，新星出版社發出《郑爽的书》下架函，请各书店及经销商协助下架工作，于2021年1月31日前完成著作下架工作。《郑爽的书》為郑爽所写的自传随笔集。21日晚，北京广播电视台也发布声明，表明已解除与郑爽的一切合作，有關作品也不會再播。
由郑爽担任人气助力官的东方卫视综艺节目《追光吧！哥哥》因此取消了1月20日的节目重播，在1月23日播出的节目中也已经没有郑爽的镜头，但已播的前几期节目仍保留郑爽的镜头。此前已播出的综艺也受到影响，由郑爽担任嘉宾的大部分综艺节目对她的镜头进行了删除及打码处理，其中浙江卫视《青春环游记》第二季只保留了一些远景。电视剧《我的时代，你的时代》播出主角看电视剧《微微一笑很倾城》的情节时，电视中郑爽的面部也被打码处理。郑爽客串的《刘老根4》和电影《1921》也已将其从演员表除名并删除与其相关的宣传资料和戏份。
由于各项合作系因郑爽丑闻而终止，郑爽需要作为过错方赔偿巨额违约损失。1月22日，郑爽不得不将月初在上海新购买的市价1.5亿、每平米14万、尚未及装修的豪宅以1.3亿降价卖出。可能由于要面对制片人起诉，3月15日起，郑爽的公司股权开始被冻结。

## 评价
2021年1月19日，中央电视台新闻中心的官方微博发文评论称：“代孕弃养法律道德皆难容”。当晚，中国长安网（中共中央政法委员会主办媒体）发布《郑爽代孕弃养风波：钻法律空子，这绝不是无辜！》一文，文章中强调了“代孕行为是被明确禁止的”，并批评郑爽：“作为中国公民，因代孕在中国被明確禁止，就钻法律空子跑去美国，这绝不是遵纪守法”。
2021年1月20日，中国共产主义青年团中央委员会發布微博，表示“中國禁止任何形式的代孕行為，代孕、棄養更是違背社會公德和公序良俗。任何人都不能挑戰價值底線、凌駕法律之上。人命不是玩物，生活不能兒戲，偶像更應懂得責任！”同日，第29届华鼎奖组委会宣布，撤销郑爽“第19届华鼎奖中国近现代题材电视剧最佳女演员”、“第13届华鼎奖全国观众最喜爱十佳电视明星”两项荣誉称号。广电总局也在当天于主管刊物《廣電時評》微信公眾號发文，批评郑爽代孕事件，强调代孕不是私事，與法不合，有違社會主義公德。“我國禁止任何形式的代孕行為，代孕、棄養更是違背社會公德和公序良俗”，稱這樣的演員私德有虧，在廣播電視和網絡視聽上的社會公德示範作用不會積極正面，表明不會為醜聞劣跡者提供發聲露臉的機會和平台。此前，河北广电网络公司下发通知將下架與其相關的節目。
2021年1月21日，中国视协电视界职业道德建设委员会发文指：“无论作为普通公民，还是演艺人员，其行为本身已超越社会大众普遍认知的道德底线”。
部分艺人也对这一事件发表看法。演员洪剑涛发的微博“蛇蝎心肠的女人不配当妈，你真能郑，只管爽不管养”和孙茜发的“生命都一样，值得珍重”，都被认为是对郑爽的谴责。刘雅瑟也在发布了谴责代孕和弃养的微博后自行删除。
2月4日中午，济南中院和重庆四中法院发微博称郑爽为青年行动公益大使，后在网友质疑下删除，重庆四中法院称系把关不严所致。